# Ilinden (spomenik)
Ilinden, znan tudi kot Makedonium (makedonsko Споменик Илинден ali Македониум), je spomenik v Kruševu v Severni Makedoniji. Uradno so ga odprli 2. avgusta 1974, na 30. obletnico drugega zasedanja Antifašistične skupščine za narodno osvoboditev Makedonije in 71. obletnico Ilindenske vstaje leta 1903. Oblikovalca spomenika sta Jordan Grabuloski in Iskra Grabuloska.
Posvečen je vsem borcem in revolucionarjem, ki so sodelovali v Ilindenski uporu, kot tudi vojakom-partizanom narodnoosvobodilne borbe Makedonije 1941-1944.

## Opis
Zemljišče spomenika obsega 5 hektarjev. Stavba je zaobljene oblike z izstopajočimi ovalnimi okni. Zgornja okna so izdelana iz barvnega stekla.
V kupoli je grob Nikole Kareva, predsednika Kruševske republike in doprsni kip pevca Tošeta Proeskega. Notranjost kupole ima štiri okna, od katerih je vsako obrnjeno v drugo smer, vključno z lokacijami, povezanimi z dogodki, povezanimi z Ilindenom, Memorial ″Sliva″, Medvedji kamen in Pelagonija.
V spominskem kompleksu je tudi plato s serijo skulptur z naslovom Razbijanje verig, ki simbolizira v osvobodilnih vojnah izbojevano svobodo. Tu je tudi kripta z vklesanimi imeni in pomembnimi dogodki, povezanimi z obdobjem pred, med in po ilindenski vstaji. Zadnja komponenta je amfiteater, okrašen s pisanimi mozaiki.

## Galerija
- "Razbijanje verig", simbol svobode
- Kripta
- Amfiteater
- Amfiteater in "Makedonium"
- Notranjost spomenika
- Notranjost spomenika